# ری برت
ری برت (انگلیسی: Ray Barrett؛ ۲ مهٔ ۱۹۲۷ – ۸ سپتامبر ۲۰۰۹) یک هنرپیشه، صداپیشه و خواننده اهل استرالیا بود.
از فیلم‌ها یا برنامه‌های تلویزیونی که وی در آن نقش داشته است می‌توان به جایی که مورچه‌های سبز خواب می‌بینند، مهمانان اشاره کرد.